# Kaple svatého Kříže (Dolní Benešov)
Kaple svatého Kříže je novogotická stavba římskokatolické farnosti Dolní Benešov, která se nachází na katastrálním území města Dolní Benešov v okrese Opava. V roce 1964 byla zapsána do Ústředního seznamu kulturních památek České republiky.

## Historie
Kapli nechal postavit v roce 1872 Karel Exner, lesmistr Rotschildova panství, jako poděkování obyvatelům Benešova. Její dostavby se nedožil ani on a ani jeho synovec Fridrich Exner, který ve stavbě pokračoval, neboť zemřel v roce 1874. Kaple byla dostavěna až v roce 1877 za přispění paní Müllerové rozené Exnerové, Jana Kořistky, starosty Benešova a Exnera ze Šlezviku, královského fořta. Svěcení kaple provedl 14. září 1877 benešovský farář P. Kopecký za účasti jedenácti kněží. Kaple má kapacitu pro 300 osob.
Po druhé světové válce kaple sloužila sovětským vojákům jako kino. V roce 1947 byla opravena a byly v ní konány mše.

## Architektura
Kaple je novogotická zděná neorientovaná stavba obdélného půdorysu s pětibokým uzávěrem. Stavitelem byl F. Exner z Brém. Kaple je postavena z režného červeného cihlového zdiva. Ve štítovém průčelí v ose je prolomen obdélný ústupkový vchod s gotickým zakončením. Nad vchodem jsou po stranách plytké niky a v ose kruhové okno. Atikový štít je odstupňovaný pravoúhlými rameny se slepými gotickými arkádami. V nárožích a obvodu jsou odstupňované opěrné pilíře. V bočním průčelí lodi mezi pilíři jsou tři sdružená vysoká obdélná okna s gotickým zakončením.
V interiéru neogotický hlavní oltář nese obraz Krista na kříži. Loď je zaklenuta štukovou žebrovou klenbou.